# Sanna Nyassi
Sanna Nyassi (Bwiam, 31 gennaio 1989) è un ex calciatore gambiano, di ruolo centrocampista.
È il fratello gemello di Sainey Nyassi.

## Carriera

### Club
Sanna Nyassi ha iniziato la sua carriera professionale nel 2004 in Gambia, nel Gambia Ports Authority della GFA League First Division. È rimasto con il club fino alla stagione 2007, aiutando il club a vincere la Coppa del Gambia.
Ha giocato con il Seattle Sounders per parte della stagione 2008, ed è stato confermato per il debutto della franchigia nella MLS per il 2009, diventando il terzo giocatore a firmare un contratto per il club.

### Nazionale
Ha giocato nel Gambia Under-17 nel 2005 segnando il suo primo gol contro il Burkina Faso Under-17, e nel Gambia Under-20 nel 2007 per il campionato del mondo Under-20.

## Statistiche

### Presenze e reti nei club
| Stagione                | Squadra                 | Campionato              | Campionato | Campionato | Coppe nazionali | Coppe nazionali | Coppe nazionali | Coppe continentali | Coppe continentali | Coppe continentali | Altre coppe | Altre coppe | Altre coppe | Totale | Totale | Totale |
| Stagione                | Squadra                 | Comp                    | Pres       | Reti       | Comp            | Pres            | Reti            | Comp               | Pres               | Reti               | Comp        | Pres        | Reti        | Pres   | Reti   |        |
| ----------------------- | ----------------------- | ----------------------- | ---------- | ---------- | --------------- | --------------- | --------------- | ------------------ | ------------------ | ------------------ | ----------- | ----------- | ----------- | ------ | ------ | ------ |
| 2009                    | Seattle Sounders        | MLS                     | 14+1       | 0          | USOC            | 3               | 0               | -                  | -                  | -                  | -           | -           | -           | 18     | 0      |        |
| 2010                    | Seattle Sounders        | MLS                     | 24+2       | 2+0        | USOC            | 3               | 2               | CCL                | 7                  | 0                  | -           | -           | -           | 36     | 4      |        |
| Totale Seattle Sounders | Totale Seattle Sounders | Totale Seattle Sounders | 38+3       | 2          |                 | 6               | 2               |                    | 7                  | 0                  |             | -           | -           | 54     | 4      |        |
| 2011                    | Colorado Rapids         | MLS                     | 26+3       | 5+0        | USOC            | 0               | 0               | CCL                | 5                  | 0                  | -           | -           | -           | 34     | 5      |        |
| 2012                    | Montréal Impact         | MLS                     | 28         | 6          | CC              | 2               | 0               | -                  | -                  | -                  | -           | -           | -           | 30     | 6      |        |
| 2013                    | Montréal Impact         | MLS                     | 22         | 1          | CC              | 2               | 0               | CCL                | 4                  | 0                  | -           | -           | -           | 28     | 1      |        |
| 2014                    | Montréal Impact         | MLS                     | 4          | 1          | CC              | 2               | 0               | -                  | -                  | -                  | -           | -           | -           | 6      | 1      |        |
| Totale Montréal Impact  | Totale Montréal Impact  | Totale Montréal Impact  | 54         | 8          |                 | 6               | 0               |                    | 4                  | 0                  |             | -           | -           | 64     | 8      |        |
| lug.-dic. 2014          | Chicago Fire            | MLS                     | 10         | 1          | -               | -               | -               | -                  | -                  | -                  | -           | -           | -           | 10     | 1      |        |
| 2015                    | S.J. Earthquakes        | MLS                     | 28         | 2          | USOC            | 1               | 0               | -                  | -                  | -                  | -           | -           | -           | 29     | 2      |        |
| 2017                    | Penang                  | SL                      | -          | -          | -               | -               | -               | -                  | -                  | -                  | -           | -           | -           | -      | -      |        |
| Totale carriera         | Totale carriera         | Totale carriera         | 162        | 18         |                 | 13              | 2               |                    | 16                 | 0                  |             | -           | -           | 191    | 20     |        |

## Palmarès

### Club

#### Competizioni nazionali
- Campionato gambiano: 1

Gambia Ports Authority: 2006
- Coppa del Gambia: 1

Gambia Ports Authority: 2007
- U.S. Open Cup: 2

Seattle Sounders: 2009, 2010
- Canadian Championship: 2

Montréal Impact: 2013, 2014